# Lavancia-Épercy
Lavancia-Epercy es una localidad y comuna francesa situada en la región de Franco Condado, departamento de Jura, en el distrito de Saint-Claude y cantón de Saint-Claude (Jura).

## Demografía
| 209 | 268 | 360 | 427 | 580 | 619 | 125 |
| Para los censos de 1962 a 1999 la población legal corresponde a la población sin duplicidades (Fuente: INSEE [Consultar]) |     |     |     |     |     |     |